# Орен-Кала
Оре́н-Кала́ (Оренкала, Оренгала, азерб. Örənqala) — развалины средневекового города V—XIII вв. Расположены в Мильской степи, на территории современного Азербайджана, в 15 км к северо-западу от Бейлагана.

## История
По мнению искусствоведа Кямиля Мамед-заде, Орен-Кала является остатками средневекового города Байлакан, который, в свою очередь, возник на месте более древнего города Пайтаракан, являвшегося центром одноимённой провинции Пайтакаран Великой Армении.

## География
Расположена Оренкала на месте средневекового города Байлакана, наиболее крупного пункта на торговом пути из Закавказья (г. Барда) через Ардебиль на Ближний Восток.

## Раскопки
Раскопки проводились в 1933, 1951 и с 1953 году. Раскопки показали, что самым ранним из трех стратиграфическим слоев, является сасанидский. Первоначально, около рубежа V-VI вв, здесь была сооружена прямоугольная крепость, обнесённая стеной длиной 2,5 км из крупного сырцового кирпича, позднее она была облицована обожжённым кирпичом. В XI-XIII вв. укрепления сохранились лишь в юго-восточной части древней крепости. Обвод стен в это время имел длину 1,5 км. Разрушившиеся стены сохраняются в виде вала высотой 8-9 м, по его гребню обнаружены следы свыше 30 башен. Внутри этой позднейшей крепости раскопаны остатки богатых жилищ, бани и другие сооружения. На остальной, не укрепленной в XI-XIII вв. части городища в это время располагались жилые и ремесленные кварталы. Особенно характерны остатки местного гончарного производства.